# UnSun
UnSun est un groupe de metal gothique polonais, originaire de Szczytno. Après deux albums studio, The End of Life (2008) et Clinic for Dolls (2010), le groupe annonce sa séparation officielle en 2016.

## Biographie
UnSun est formé en 2006 par l'ancien guitariste de Vader, Mauser et son épouse, la chanteuse Anna « Aya » Stefanowicz,,. Le style musical du groupe est comparé à celui des groupes Lacuna Coil, Nightwish, Evanescence, Within Temptation, et The Gathering.
Le groupe signe sur le label Century Media Records en 2008 pour la publication d'un premier album. Il est enregistré au Studio-X en 2008, et publié la même le 19 septembre. L'album comprend des éléments de metal gothique et de rock accompagnés d'un « mélange hétérogène » de guitare sèches et mélodies tendres,. AllMusic explique que l'album est moins orienté vers le death metal à la Vader et tend plus vers le metal gothique commercial. La même année, ils jouent au Black Sun Tour en Pologne avec Votum et Black River. Un vidéo clip est tourné pour le morceau Whispers. UnSun était à la septième édition du Metal Female Voices Fest, le 17 octobre 2009 en Belgique, le premier concert hors de leur pays. Pour l’anecdote, le guitariste du groupe, Mauser (qui a quitté le groupe de death metal Vader pour former UnSun), n’est autre que le compagnon de la chanteuse, Aya (Anna Stefanowicz).
Le label du groupe, Mystic Productions, annonce le 24 juin 2010 la sortie prochaine d'un deuxième album, Clinic for Dolls, prévu pour le 11 octobre 2010. L'album devrait être enregistré au Studio-X à Olsztyn et au Hertz Studio (Behemoth, Vader, Decapitated) à Bialystok. La couverture est réalisée par Hi-Res Studio. Sonic Seducer le catégorise « metal gothique commercial » et AllMusic y trouve des éléments de J-pop. La promotion de l'album sera assurée par une tournée européenne, le Rubicon Tour, en automne avec le groupe Tristania. Un clip pour le titre Home est tourné en Pologne durant le mois d'août. Both Filip Halucha et Vaaver Dramowicz quittent le groupe en 2010.
Le groupe annonce sa séparation officielle sur Facebook en 2016.

## Membres

### Derniers membres
- Anna « Aya » Stefanowicz - chant (2006-2016)
- Maurycy « Mauser » Stefanowicz - guitare électrique (2006-2016)
- Patryk « Patrick » Malinowski - basse (2010-2016)
- Wojtek « Gonzo » Błaszkowski - batterie (2010-2016)

### Anciens membres
- Filip « Heinrich » Hałucha - basse (2006-2010)
- Wawrzyniec « Vaaver » Dramowicz - batterie (2006-2010)